# NGC 3724
NGC 3724 is een spiraalvormig sterrenstelsel in het sterrenbeeld Beker. Het hemelobject werd in 1880 ontdekt door de Britse amateur astronoom Andrew Ainslie Common. Het werd in 1886 verder onderzocht door de Amerikaanse astronoom Francis Preserved Leavenworth.

## Synoniemen
- MCG -1-30-7
- IRAS11319-0922
- PGC 35757